# Gentianella soratensis
Gentianella soratensis är en gentianaväxtart som först beskrevs av Ernest Friedrich Gilg, och fick sitt nu gällande namn av T.N. Ho och S.W. Liu. Gentianella soratensis ingår i släktet gentianellor, och familjen gentianaväxter. Inga underarter finns listade i Catalogue of Life.